# Viceré d'Aragona
Con il termine Viceré d'Aragona si indica il rappresentante della monarchia iberica nel regno di Aragona. L'ufficio fu creato da Ferdinando II di Aragona, detto "il Cattolico" nel 1516. Quest'ultimo (divenuto anche iure uxoris re di Castiglia, avendo sposato Isabella I Trastamara), nominò nelle sue ultime volontà, dettate il 22 gennaio 1516, il proprio figlio naturale, Alfonso d'Aragona (1470-1520), vescovo di Saragozza e Valencia, quale luogotenente e capitano generale del Regno d'Aragona, in rappresentanza dell'erede designato, ovvero Carlo I di Spagna.
Durante il governo della casa d'Asburgo, la carica di viceré d'Aragona venne mantenuta dal momento che i sovrani non attuarono un processo di unificazione dei sistemi giuridici e amministrativi dei precedenti regni su cui si trovavano a governare.
Tale situazione continuò fino alla Guerra di successione spagnola in cui lo stato d'Aragona si schierò in favore del pretendente austriaco, l'arciduca Carlo contro il legittimo sovrano Filippo V.
Questi, vinta la Battaglia di Almansa e conquistata Valencia e Saragozza, come ritorsione per il mancato appoggio, abolì o riformò radicalmente, con i Decreti di Nueva Planta (emanati tra il 1707 ed il 1716), gli istituti giuridici vigenti (noti collettivamente con il nome di Fueros de Aragón) e gli statuti (privilejos) dell'Aragona ivi incluso lo status vicereale dell'Aragona, che divenne quindi una semplice provincia del regno di Spagna. La carica di viceré venne rimpiazzata da quella di capitano generale d'Aragona, con funzioni sia in ambito militare che civile.

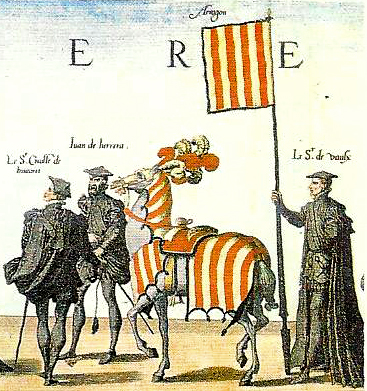
Stendardo e cavallo bardato con stemma araldico del Regno d'Aragona al funerale dell'imperatore Carlo V d'Asburgo. Incisione colorata. Disegno di Hieronymus Cock, incisione di Johannes e Lucas van Doetecum. Dal libro La Magnifique, et sumptueuse pompe funèbre faite aus obceques, et funerailles du très grand, et très victorieus empereur Charles Cinquième, celebrées en la Ville de Bruxelles le XXIX. jour du mois de décembre M.D.LVIII par Philippes Roy Catholique d’Espaigne son fils, Anversa, tipografia di Christophe Plantin, 1559, LÁM. 19.

## Lista dei Viceré
- Alfonso d'Aragona, arcivescovo di Saragozza - 1516-1520
- Juan de Lanuza y Torrellas, (anche Justicia de Aragón dal 1507 al 1532[1]) - 1520[2]-1535
- Beltrán de la Cueva y Álvarez de Toledo, III duca di Alburquerque - 1535-1539[3]
- Pedro Martínez de Luna y Urrea, I conte di Morata de Jalón - 1539-1554[4]
- Diego Hurtado de Mendoza y de la Cerda, I principe di Melito, I duca di Francavilla - 1554-1564[5] (secondo altre fonti 1554-1556[6])
- Hernando de Aragón y Gurrea, arcivescovo di Saragozza - 1566-1575[7]
- Artal de Alagón y Martínez de Luna, conte di Sástago - 1575-1589[8]
- Jaime Ximeno de Lobera, vescovo di Teruel - 1590-1593 (secondo altre fonti 1590-1591[9])
- Beltrán de la Cueva y Castilla, VI duca di Alburquerque - 1593-1601[10]
- Ascanio Colonna, cardinale - 1602-1605[11][12]
- Tomás de Borja, arcivescovo di Saragozza - 1606[13]-1608[14]
- Gastón de Moncada y Gralla, II marchese di Aitona - 1610-1615[15] (secondo altre fonti 1609-1612[16])
- Diego Carrillo de Mendoza y Pimentel, I marchese di Gelves - 1614-1620[17]
- Fernando de Borja y Aragón, III conte di Mayalde - 1621-1632[18] (secondo altre fonti 1621-1635[19])
- Girolamo Carafa e Caracciolo, II marchese de Montenero - 1632-1633[20]
- Pedro Fajardo de Zúñiga y Requeséns, V marchese di Los Vélez - 1635-1636[21]
- Francesco Maria Carafa, V duca di Nocera - 1639-1641[22]
- Antonio Enríquez de Porres, vescovo di Malaga - ad interim 1641 (secondo altre fonti 1640[23] o 1638-1641[24])
- Enrique Enríquez Pimentel y Guzmán, V marchese di Távara - ad interim 1641[25]
- Giangiacomo Teodoro Trivulzio, cardinale - 1642-1643[26]
- Antonio Enríquez de Porres, vescovo di Malaga - 1645-1648 (secondo mandato)[23][24]
- Francisco Fernández de Castro Andrade de Portugal y Gattinara di Legnano, IX conte di Lemos - 1650-1654[27]
- Fabrizio Pignatelli, III principe di Nola, duca, iure uxoris, di Monteleone - 1654-1657[28]
- Juan Cebrián de Alagón (anche menzionato come Juan Cebrián Pedro), arcivescovo di Saragozza - 1657-1658[29]
- Niccolò Ludovisi, principe di Piombino e Venosa - 1658 (o 1659[30])-1660[31]
- Francisco de Idiáquez Butrón de Mújica Álava y Robles, III duca di Ciudad Real - 1661-1667[32]
- Pedro Pablo Giménez de Urrea, VI conte di Aranda - ad interim 1667[33]
- Hector Pignatelli de Aragón y Cortés, V duca, iure uxoris, di Terranova, VI duca di Monteleone - ad interim 1668[33]
- Don Giovanni d'Austria - 1669[34]-1678
- Lorenzo Onofrio Colonna e Gioeni-Cardona, principe di Paliano - 1678-1681[35][36]
- Jaime Fernández de Híjar Sarmiento de la Cerda, V duca di Híjar - 1681-1687[37]
- Carlo Filippo Antonio Spinelli, V principe di Cariati - 1687[38] (o 1688[39])-1691
- Baltasar Gómez Manrique de Mendoza de los Cobos y Luna, V marchese di Camarasa - ad interim 1692-1693[40]
- Juan Manuel Fernández Pacheco y Zúñiga, VIII marchese di Villena - ad interim 1693
- Antonio Ibáñez de la Riva-Herrera, I marchese di Valbuena de Duero, arcivescovo di Saragozza - 1693[41]-1695[42] (o 1696)
- Domenico del Giudice e Palagano, II duca di Giovinazzo, II principe di Cellamare - ad interim 1697 (secondo altre fonti 1693[43] o 1694[44])
- Baltasar de los Cobos Luna Sarmiento de Mendoza Zúñiga y Manrique, V marchese di Camarasa - 1697-1704 (secondo mandato)[40]
- Antonio Ibáñez de la Riva-Herrera, I marchese di Valbuena de Duero, arcivescovo di Saragozza - 1703 (dal 1704 capitano generale) -1705[42]
- Mercurio Antonio López Pacheco, IX marchese di Villena - 1705-1706[45] (accompagna Filippo V di Spagna all'assedio di Barcellona (1706); lascia l'incarico con l'invasione dell'Aragona da parte delle forze della Grande Alleanza)
- Antonio Colón de Portugal y Cabrera, conte de la Puebla de Portugal - 1706-1707 (comandante militare, governò per conto di Carlo VI d'Asburgo; lascia l'incarico dopo la battaglia di Almansa)
- Ferdinando Pignatelli, VI duca di Híjar - 1710-1711[46] (ricoprì l'incarico nel periodo dell'effimera riconquista dell'Aragona da parte di Carlo VI d'Asburgo)